# Œuvres poétiques de Guillaume de Machaut
Les Œuvres poétiques de Guillaume de Machaut sont un recueil de poésies de Guillaume de Machaut enluminé datant de 1355-1360 conservé à la Bibliothèque nationale de France. Pour l'historien de l'enluminure François Avril, il s'agit « d'une des œuvres capitales de l'enluminure française du XIVe siècle ».

## Historique et attribution
Le commanditaire ou destinataire du manuscrit est totalement inconnu. Seule l'étude du texte des poèmes permet de le dater des années 1350. L'auteur principal des miniatures tient son nom  de ce manuscrit. Il a principalement réalisé les miniatures du poème Le Remède de Fortune, d'où son nom : le Maître du Remède de Fortune. Il est aussi parfois appelé Maître de Guillaume de Machaut. Cet artiste est l'auteur d'autres manuscrits à la même époque et notamment de la Bible moralisée de Jean le Bon (BNF Fr167). L'artiste principal a été aidé par ailleurs d'au moins deux autres collaborateurs dont l'un est issu de l'atelier du Maître de la Bible de Jean de Sy, l'autre sans doute le Maître du Livre du sacre de Charles V.

## Description

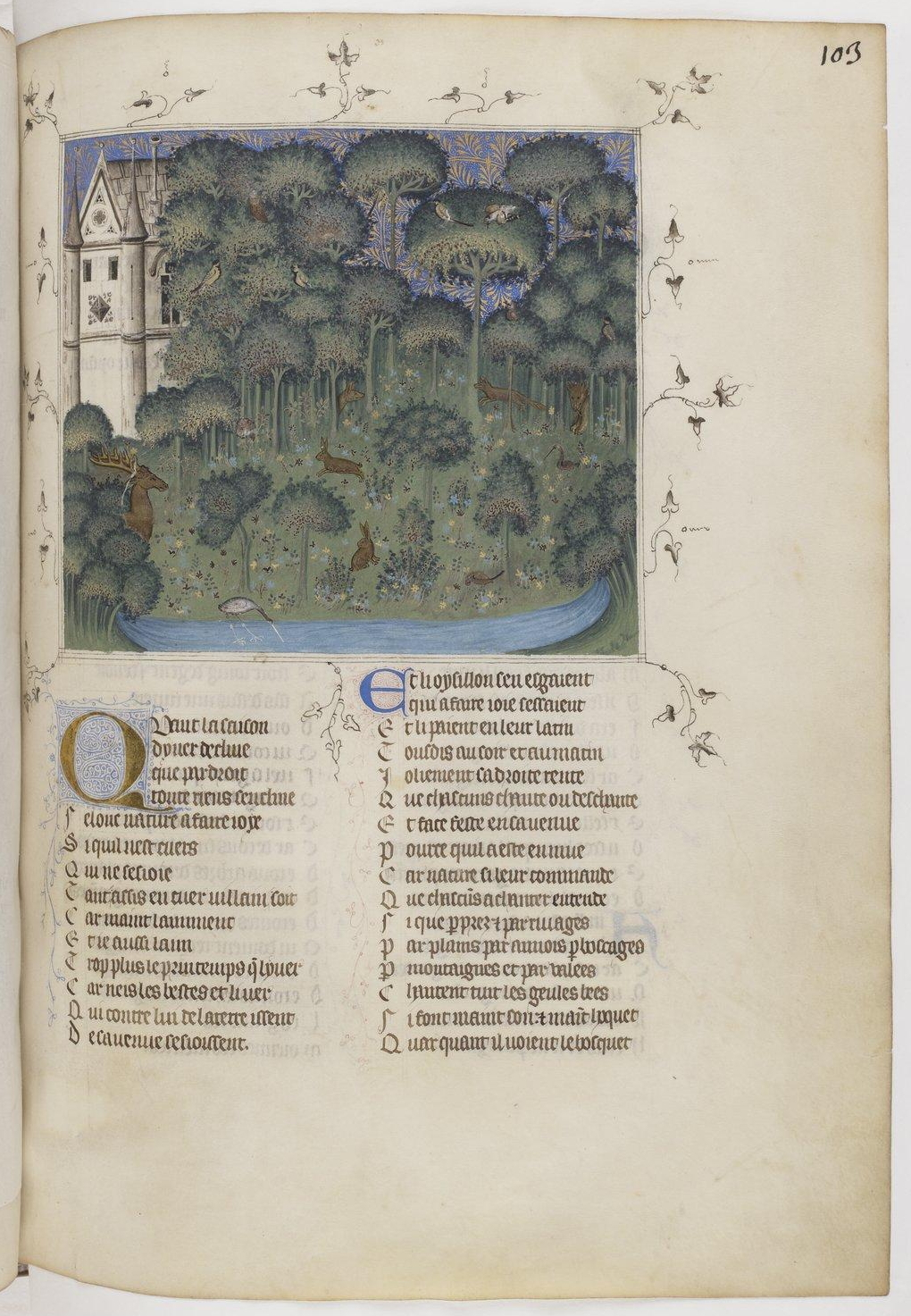
Le verger mystérieux dans Le Dit du Lion, f.103

Le recueil d'œuvres contient neuf poèmes différents : Le Temps pascour ou Le Jugement du roi de Bohême, Le Remède de Fortune (fol. 23), Le Dit de l'alerion (fol. 59), Le Dit du verger (fol. 93), Le Dit du Lion (fol. 103), Ballades (fol. 121), Chansons balladées (fol. 148), Lais (fol. 165), Motets (fol. 206).
Le style des miniatures, très naturaliste, est particulièrement novateur pour l'époque. Le folio 103r représente ainsi sans doute l'un des premiers paysages autonomes de l'histoire de la peinture européenne.